# Lancaster Barnstormers
Los Lancaster Barnstormers son un equipo de la Liga Atlántica basado en Lancaster (Pensilvania). Desde la estación 2005, han jugado en la división sureña de la Liga Atlántica del Béisbol Profesional, que no es afiliado con los Grandes Ligas de Béisbol. Los Barnstormers incorpora la estación 2007 como los campeones reinantes de la Liga Atlántica.
El equipo juega en el Estadio Clipper Magazine en el lado del noroeste de la ciudad. Aun cuando el juego de Barnstormers en la ciudad de Lancaster, el equipo representa todo el condado de Lancaster. 
Los ventiladores del béisbol en Lancaster esperaron 44 años la vuelta del béisbol puesto que las Rosas Rojas de Lancaster doblaron después de la estación 1961. En 2003, lancastrianos eligió las Rosas Rojas del excedente conocido de Barnstormers en una competencia del nombre-equipo. El nombre “Barnstormers” refiere al acto de “barnstorming,” que signifique viajar alrededor de un área que aparece en acontecimientos de los deportes de la exposición, especialmente los juegos del béisbol. Las tierras de labrantío del condado de Lancaster recibieron muchos de estos juegos de la exposición durante el 1900's temprano. La insignia de los Barnstormers fue diseñada con historia local en mente, como los colores del equipo del azul marino, del rojo, y de color caqui eran los mismos colores usados por el equipo anterior de Lancaster, las Rosas Rojas. El nombre y la insignia también se refieren a las granjas numerosas al condado circundante, muchos del cual son Amish. Los Lancaster Barnstormers se da a veces el apodo de los "Stormers."
Los Barnstormers también emplea otro miembro importante anterior, Rick Wise, como el coche del cabeceo. Él era la jarra que ganaba para el Boston Red Sox en el juego 6 de la Serie Mundial de Béisbol de 1975. Con excepción de su experiencia con el Red Sox, él echó para los Cleveland Indians, los Philadelphia Phillies, los San Diego Padres, y los St. Louis Cardinals.

## La historia del béisbol en Lancaster

### El Principio
El béisbol primero vino al condado de Lancaster en el 1860's por los soldados que volvían a casa de guerra civil estadounidense. Aprendieron las reglas mientras que servían en los militares y desearon continuar jugando. Los primeros equipos de béisbol profesionales en Lancaster eran los Lancaster Lancasters y los Lancaster Ironsides. Los Lancasters jugó en la Asociación Keystone y los Ironsides jugados en la Liga Oriental, ambas que comenzaban en 1884. La estación siguiente, los Lancasters ensambló a Liga Oriental, y los dos equipos hicieron rivales amargos. Compitieron cara a cara para la ayuda del ventilador, la afiliación de la liga, y el dinero en la puerta. En su pico, los insultos y las denegaciones al juego cara a cara eran la norma. Los equipos finalmente acordaron jugarse en el final de la estación 1884, en la cual los Ironsides derrotó los Lancasters después de que siete juegos muy cercanos. Los Lancasters era el único equipo para continuar el juego en la estación próxima.

## Años 1890
En la estación 1894-1895, un equipo llamó los Polluelos de Lancaster jugados en la Asociación Keystone. Un equipo todo-Negro llamó los Gigantes de Lancaster seguidos en 1887, y mucho lancastrianos apoyó a equipo a pesar de la presión social del día. Los Gigantes recibieron muchos juegos de la exposición contra los Gigantes de Philadelphia del Club Keystone. 
Entre los años 1896 y 1899, el primer equipo llamado los Marrones de Lancaster jugado en la Liga Atlántica original. En 1905, el segundo inicio de los Marrones jugado en la Liga Tri-Estado. 

### Las Rosas Rojas de Lancaster: La primera era
El año 1906 trajo a Lancaster las Rosas Rojas, que cambiaron su nombre de marrón. El nuevo nombre fue revelado al público algunos días antes de la estación y dibujó crítica pesada de las Rosas Blancas de York rivales de York próxima. El encargado de las Rosas Blancas predijo, en rencor, que las Rosas Rojas estarían en el fondo de la columna de las situaciones. Las Rosas Rojas se encendieron ganar el primer juego, 9-4, y una rivalidad incluso más pesada comenzó. Algunas fuentes indican que nombraron a los equipos rivales para las facciones de oposición en las Guerras de las Rosas de Inglaterra. Las rosas rojas doblaron debido a presiones financieras en la Gran depresión. 

### Las Rosas Rojas de Lancaster: La segunda era
En 1932, un nuevo equipo por el nombre del Lancaster Red Sox, afiliado del Boston Red Sox, jugado en la ciudad. El equipo volvió a su nombre original de Rosas Rojas en 1940. Las Rosas Rojas de Lancaster jugadas en la Liga Interestatal de 1940 a 1952, y eran afiliadas con los Philadelphia Athletics a partir de 1944 a 1947 y los Brooklyn Dodgers a partir de 1948 a 1952. Las Rosas Rojas ensamblaron la Liga Piedmont en 1954, y eran afiliadas con los Philadelphia/ Kansas City Athletics a partir de la estación 1954-1955. Hicieron miembros de la Liga Oriental de Béisbol Profesional en 1958, y eran afiliados con los Detroit Tigers para la estación 1958-1959, los Chicago Cubs a partir de 1959 a 1961, y pasaron la su estación pasada siempre en 1961 como afiliado de los St. Louis Cardinals.

### la nueva era de Lancaster: Los Barnstormers
En 2003, la Liga Atlántica del Béisbol Profesional anunció formalmente una licencia de la extensión para Lancaster, Pensilvania. En octubre de ese año nombraron al equipo los Barnstormers y lancastrianos llevó a cabo su respiración colectiva para que el equipo firme a natural de Lancaster, Tom Herr, para ser el encargado. En noviembre de 2004, los Barnstormers anunció la firma del Tom Herr como el primer encargado del equipo del equipo. Su hijo, Aaron, jugado brevemente con Lancaster hasta que a los St. Louis Cardinals lo firmó y fue asignado a su equipo de la granja del AA, los Cardenales de Springfield, en 2005. 
La primera estación que jugaba de los Lancaster Barnstormers vino en 2005 en el estadio nuevo-construido del compartimiento de las podadoras. El 11 de mayo, los Barnstormers perdió su primer juego 4-3 al Atlantic City Surf, delante de 7300 ventiladores excitados. Acabaron la estación 2005 con un expediente de 64 triunfos y de 76 pérdidas. En acabar la primera mitad de la estación 2006 con un expediente de 38-25, los Barnstormers calificó para su primera litera Liga Atlántica de la segunda fase. Siguieron esta hazaña con un triunfo de la segundo-mitad, fijando un expediente de 37-26. Después de besting el desafiador Atlantic City de la división en el primer redondo de las segundas fases, los Barnstormers barrió los Bridgeport Bluefish el 1 de octubre de 2006 para su primer campeonato Liga Atlántica, en solamente su segunda estación. La jarra Denny Harriger lanzó un juego completo, rompiendo un expediente de la licencia para las echadas consecutivas. Al hacer eso, sintieron bien al primer equipo atlántico de la liga en la historia para barrer su manera a través de ambos redondos de las segundas fases en la manera a un título. Era la ciudad del primer campeonato profesional de Lancaster desde 1955, cuando las Rosas Rojas anteriores ganaron el viejo título de la Liga Piedmont.
El equipo consigue cobertura pesada en los periódicos locales y recibe el siguiente significativo de los ventiladores del Lancaster-área, muchos de quién el granizo la organización como familia-amistosa en su planeamiento de los acontecimientos por noches del juego. Aun cuando algunos en el área de Lancaster han especulado la posibilidad de la organización de Barnstormers que hacía un club afiliado, afiliados próximos de los Senadores de Harrisburg y los Reading Phillies te ha hecho el claro que no renunciarán sus demandas territoriales sobre Lancaster. 
Pues la ciudad de Lancaster es casera a un contingente grande de puertorriqueños, el anfitrión de Lancaster Barnstormers una celebración hispánica de la noche de la herencia una vez que cada estación en la coordinación con el Festival Puertorriqueño anual de la ciudad, que es en su 27.º año. Además de honrar a la comunidad hispánica de Lancaster, los Barnstormers usa los jerséis atar-teñidos especiales, los ingresos de los cuales se donan a la Spanish-American Lancaster Sports Association (SALSA) y Play Ball USA.

### “Guerra de las Rosas”: Lancaster contra York
Las ciudades sur-centrales de Pensilvania de Lancaster y de York tienen una rivalidad histórica en todos los acontecimientos que se divierten del nivel de la secundaria al profesional. Pues ambas ciudades se nombran después de las ciudades inglesas de Lancaster y de York, nombraron a sus equipos de béisbol anteriores para los lados de oposición de las Guerras de las Rosas. Apenas como en las batallas inglesas, las Rosas Rojas de Lancaster y las Rosas Blancas de York lucharon fósforos intensos del béisbol a través de su existencia. Con la adición de York a la Liga Atlántica, los Barnstormers continuará la tradición de las Rosas Rojas como luchan la Revolución para una supremacía más baja de Susquehanna. El equipo ensamblará la Revolución en los uniformes históricos que usan para una serie a la estación, la “Guerra de las Rosas.”

## los Hechos Rápidos
Colores uniformes de la corriente: Blanco con la tubería roja para los juegos y el gris caseros para los juegos ausentes. Ambos con la palabra “Lancaster” a través del frente y del número en la parte posteriora. Sombreros del azul de marina de guerra con la letra “L” con un béisbol que se raya. Hay dos uniformes alternos, un azul de marina de guerra y un rojo, ambos con el wordmark de “Barnstomers” a través del frente.
Diseño actual de la insignia: La palabra “Lancaster” en escritura en blanco con el azul de marina de guerra y el contorno de color caqui sobrepuestos sobre el pico de un granero rojo y un béisbol que se raya con la palabra “Barnstormers,” en rojo, dentro de las rayas del azul de color caqui y de marina de guerra.
Mascota actual: Cylo (2005-presente).
Locutores actuales: Radio: Dave Collins
Estación de radio actual: : Fox Sports Radio 1490 am (WLPA) 
Estación actual de la TV: Blue Ridge Cable-11 (juegos selectos)

## los jugadores jubilados
Ryan Minor golpeó el primer hogar de los Barnstormers funcionado el 17 de mayo de 2005. Él jugó 142 juegos en las partes de cuatro estaciones de béisbol importantes de la liga con la Baltimore Orioles y Montreal Expos, golpeando .177 con cinco funcionamientos caseros y 27 RBI. Lo conocen para substituir Cal Ripken, Jr., cuando Ripken terminó sus juegos consecutivos jugados se raya el 20 de septiembre de 1998. Con los Barnstormers, Minor de edad golpeó .268 con 26 homers, un equipo lo más mejor posible, y 99 RBI, que eran segundos en el equipo de Barnstormers y atados para el tercero en la liga. Antes de firmar con Lancaster para los 2005 estación, Minor pasó una cierta hora con los Newark Bears y la Atlantic City Surf. Él acabó su carrera con un curso de la vida .265 promedio, 154 homers y 567 RBI. Después de que el menor de edad de Ryan se retirara de béisbol profesional, él entrenó a guerreros 2006 de camino.